# Radeon
Radeon är samlingsnamnet på en serie grafikenheter tillverkade av ATI Technologies och AMD. Tillverkning av denna grafikkortsserie började år 2000 och är en ersättare till föregående grafikkortsserie kallad Rage. AMD har även sålt RAM-minnen och SSDs med varumärket Radeon.

## Radeon RX 400-500 serien
Korten i RX400-serien är baserade på AMD:s Polaris-arkitektur, och är tillverkade med 14 nm-transistorer, till skillnad från föregående generationers 28 nm. Detta medför att korten drar mindre ström, och kommer upp i högre frekvenser i jämförelse med sina föregångare. De tre första korten i denna serie släpptes i augusti 2016, och bestod av RX 460, 470, och 480.
| Modell | Klockfrekvens (MHz) | Klockfrekvens (MHz) | Kärnor | Kärnor | Kärnor | TDP  | VRAM  |
| Modell | Standard            | Boost               | SPs    | TMUs   | ROPs   | TDP  | VRAM  |
| ------ | ------------------- | ------------------- | ------ | ------ | ------ | ---- | ----- |
| RX 460 | 1090                | 1200                | 896    | 56     | 16     | 75W  | 2/4GB |
| RX 470 | 926                 | 1206                | 2048   | 120    | 32     | 120W | 4/8GB |
| RX 480 | 1120                | 1266                | 2304   | 144    | 32     | 150W | 4/8GB |

I april 2017 släppte AMD 500-serien, som är baserad på 400-serien, fast med en reviderad tillverkningsprocess, och förbättrad spänningskontroll, vilket tillåter högre frekvenser. RX 560, som är baserad på samma chip som RX 460, har nu alla 16 CU:s aktiverade, till skillnad från 14 på RX 460.
| Modell | Klockfrekvens (MHz) | Klockfrekvens (MHz) | Kärnor | Kärnor | Kärnor | TDP  | VRAM  |
| Modell | Standard            | Boost               | SPs    | TMUs   | ROPs   | TDP  | VRAM  |
| ------ | ------------------- | ------------------- | ------ | ------ | ------ | ---- | ----- |
| RX 550 | 1100                | 1183                | 512    | 32     | 16     | 50W  | 2/4GB |
| RX 560 | 1175                | 1275                | 1024   | 64     | 16     | 80W  | 4GB   |
| RX 570 | 1168                | 1244                | 2048   | 120    | 32     | 150W | 4/8GB |
| RX 580 | 1257                | 1340                | 2304   | 144    | 32     | 185W | 4/8GB |

## Radeon Rx 200-300 serien
Dessa serier bygger på den föregående HD 7000-serien. I 300-serien ingår Fury-korten (R9 Fury, Fury X och Nano), som använder sig av HBM (High-Bandwidth-Memory), och är helt nya grafikchip, till skillnad från 200- och 300-korten som för det mesta består av chip från den föregående generationen med reviderad strömförsörjning[källa behövs] och högre frekvenser. 200-serien släpptes under 2013 och 2014, och 300-serien under 2015. Även R5 230 ingår i 200-serien, men är inte baserad på GCN.
| Modell   | GCN | Klockfrekvens (MHz) | Kärnor | Kärnor | Kärnor | TDP  | VRAM  | VRAM       |
| Modell   | GCN | Klockfrekvens (MHz) | SPs    | TMUs   | ROPs   | TDP  | GB    | Typ        |
| -------- | --- | ------------------- | ------ | ------ | ------ | ---- | ----- | ---------- |
| R7 240   | 1   | 780                 | 320    | 20     | 8      | 30W  | 1/2/4 | DDR3/GDDR5 |
| R7 250   | 1   | 1050                | 512    | 24     | 8      | 65W  | 1/2/4 | DDR3/GDDR5 |
| R7 250X  | 1   | 1000                | 640    | 40     | 16     | 95W  | 1/2   | GDDR5      |
| R7 260   | 2   | 1000                | 768    | 48     | 16     | 95W  | 1     | GDDR5      |
| R7 260X  | 2   | 1000                | 896    | 56     | 16     | 115W | 1/2   | GDDR5      |
| R7 265   | 1   | 925                 | 1024   | 64     | 32     | 150W | 1/2   | GDDR5      |
| R9 270   | 1   | 925                 | 1280   | 80     | 32     | 150W | 2     | GDDR5      |
| R9 270X  | 1   | 1050                | 1280   | 80     | 32     | 180W | 2/4   | GDDR5      |
| R9 280   | 1   | 933                 | 1792   | 112    | 32     | 200W | 3     | GDDR5      |
| R9 280X  | 1   | 1000                | 2048   | 128    | 32     | 250W | 3     | GDDR5      |
| R9 285   | 3   | 918                 | 1792   | 112    | 32     | 190W | 4     | GDDR5      |
| R9 290   | 2   | 947                 | 2560   | 160    | 64     | 250W | 4     | GDDR5      |
| R9 290X  | 2   | 1000                | 2816   | 176    | 64     | 250W | 4/8   | GDDR5      |
| R9 295X2 | 2   | 1017                | 2816x2 | 176x2  | 64x2   | 500W | 8     | GDDR5      |

## Radeon HD 7000 serien
I och med Radeon HD 7000-serien introducerade AMD sin nya grafikarkitektur Graphics Core Next (GCN). Alla kort med modellnummer över 7730 använder sig av någon variant av GCN, medan de korten med lägre nummer använder sig av den äldre TeraScale2-arkitekturen. GCN medförde stöd för PCI-express 3.0, och Mantle som senare lade grunden för Vulkan och har stora likheter med DirectX 12. Merparten av dessa grafikkort släpptes under 2012.

## Radeon HD 2000-6000 serien
- Ati Radeon HD 2400
- Ati Radeon HD 2600
- Ati Radeon HD 2900
- Ati Radeon HD 3400
- Ati Radeon HD 3450
- Ati Radeon HD 4830
- Ati Radeon HD 4850
- Ati Radeon HD 4870
- Ati Radeon HD 4870X2 som har dubbla grafikprocessorer.

HD 4850 är väldigt populär bland gamers som vill ha ett prisvärt grafikkort men som inte kostar allt för mycket.
HD 4870 är bättre än lillebror HD 4850 eftersom det använder sig av GDDR5-minne istället för GDDR3-minne.
HD 4870X2 är ATI:s värstingkort. Det har dubbla grafikprocessorer, vilket leder till utökad prestanda. Detta kort är populärt bland hardcore-gamers. Nvidia-konkurrenten har ett liknande kort vid namn GTX295. Båda har dubbla grafikprocessorer men GTX295 är lite snabbare än HD 4870X2.
HD 4850X2 är också ett dubbelkort och var tänkt att placeras mellan HD4870 och HD4870X2. Detta kort har dock fått kritik för att vara väldigt högljutt, om än prisvärt.
HD 4890 är det nyaste kortet från Ati i 4000-serien. Kortet presterar likvärdigt med Nvidias motsvarighet GTX275 i de flesta applikationer.
2009 kom ATI HD 5000-Serien.
HD 5750 Är den nya HD 5000 seriens budgetkort.
HD 5770 Lite bättre prestanda än lillebror HD 5750.
HD 5850 är ett high-end kort för gaming.
HD 5870 är HD 5000-Seriens Monsterkort som presterar bättre än HD 4870 X2.
HD 5970 har är det nyaste tillskottet i 5000-serien. Det är ett kort för entusiaster och har dubbla grafikprocessorer, samma som på 5870 men har klockfrekvenser som 5850 för att hålla nere strömförbrukningen.
2010 kom den nya HD 6000-Serien.
HD 6850 och 6870 är det senaste grafikkorten och är endast mid-end-grafikkort. 
Snart kommer det de nya high-end-grafikkorten (december 2010. Och dessa kommer att börja med 69**, så AMD (ATI) var valt att gå upp ett hundratal för att visa vilka som är high end serien. (48**-serien, 58**-serien och nu har det börjat med 69**-serien, så lägg märke till att hundratalsnumret har gått upp "100" för att visa vilket som är high-end (det samma gäller även med mid-end-serien som nu är: 68**) OBS: Den första siffran visar vilken generation grafikkorten tillhör, som nu: 6**-serien, vilket visar att det är den sjätte generationen.